# Plerixafor

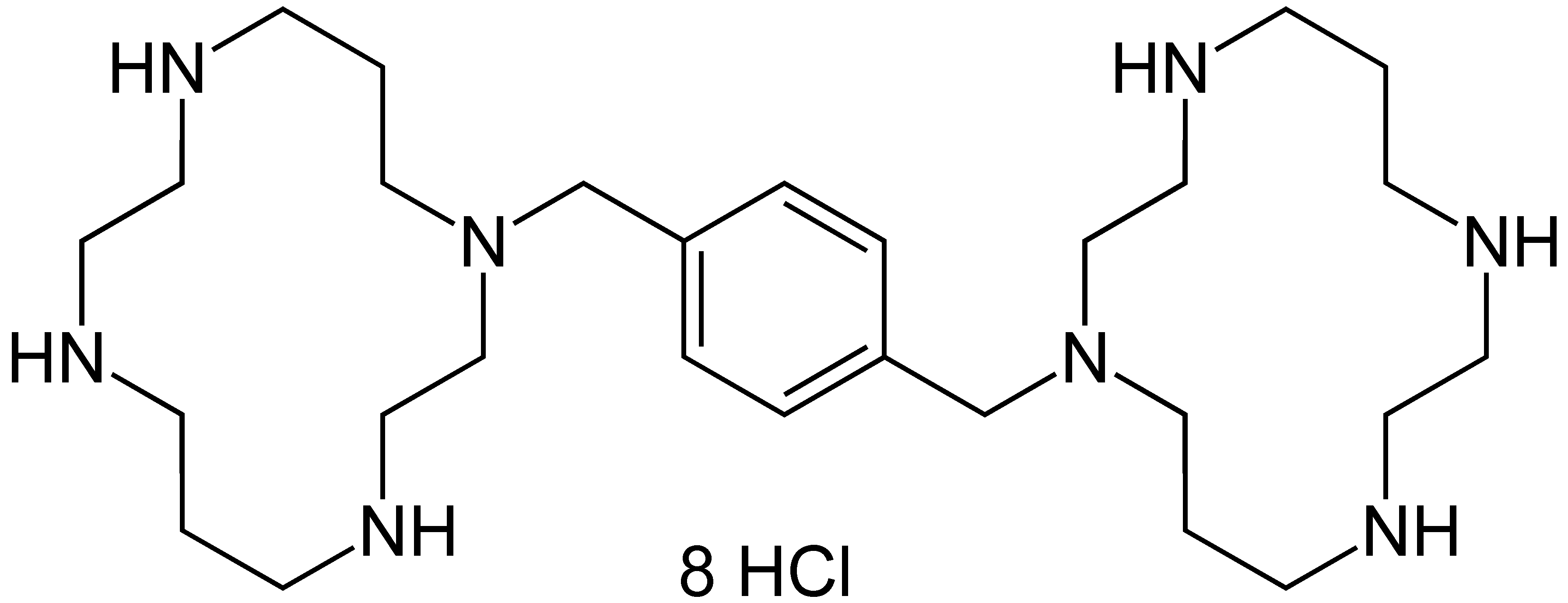
Formules de Plerixafor x 8 HCl

Le plerixafor est une molécule inhibitrice du CXCR4 et utilisé comme médicament dans les leucopénies dans certaines maladies hématologiques.

## Mode d'action
Il a été développé dans un premier temps comme un antirétroviral contre le VIH avant la découverte de son mode d'action lui permettant de mobiliser les leucocytes en dehors de la moelle osseuse.

## Utilisation
Il est utilisé, en association avec du filgrastim, dans les suite de greffe de moelle osseuse réalisé au cours de certains lymphomes ou lors d'un myélome multiple.
Dans le syndrome WHIM, il en améliore les symptômes, les paramètres biologiques et la qualité de vie.